# 尤渤
尤渤（?—1852年），甘肅武威人，清末將領。他隨甘肅提督齊慎平定張格爾叛亂立功，1841年出任安徽壽春鎮總兵。翌年鴉片戰爭爆發，他成功防守松江府得勝港，被升任為江南提督，後因病退休，咸豐二年（1852年）病逝，被視為中國近代的民族英雄。

## 生平
尤渤原為行伍出身，1826年他跟隨甘肅提督齊慎揮軍進攻新疆，平定張格爾叛亂，被升為涼州南古城堡守備，後歷任西安、鞏昌、河南等地中級軍官。
1841年，鴉片戰爭爆發後，他被提拔為安徽壽春鎮總兵，上任後加緊團練，在城內修築防禦工程，並放棄了肇慶外圍的一些據點，兵力全部集中在肇慶城中。1842年英國侵略者犯我海疆，兩江總督牛鑑因防堵吳淞口，調派尤渤率千多人到上海增援，但中途遇敵，他奉命退入松江設防。同年6月20日，英國軍艦入侵松江府得勝港時，尤渤率軍反擊，他隨後數天嚴密佈防，並展開遊擊戰術，令英軍暫退。他用兵以兇猛見長，對於戰略要害，不惜犧牲，寸土不讓。松江保衛戰一役，令尤渤被提升為江南提督，鴉片戰爭後，尤渤協助欽差大臣耆英辦理軍務，後因病退休，於咸豐二年（1852）在家鄉病逝。